# Pomnik Żołnierza Polskiego w Katowicach
Pomnik Żołnierza Polskiego w Katowicach – odsłonięty 6 października 1978 roku pomnik znajdujący się na placu Żołnierza Polskiego (osiedle Ignacego Paderewskiego) w Katowicach.

## Historia
Autorami pomnika byli rzeźbiarz Bronisław Chromy oraz inżynier architekt Jerzy Pilitowski. Na pomniku widnieją nazwy miejsc pól bitewnych z czasów II wojny światowej, jeden z większych górnośląskich pomników. 
Pomnik wykonano z patynowego brązu; waży 80 ton. Zlokalizowano go na specjalnie usypanym sztucznym wzgórzu. Przed pomnikiem istnieje plac, na którym w czasach PRL odbywały się parady i defilady.

## Galeria

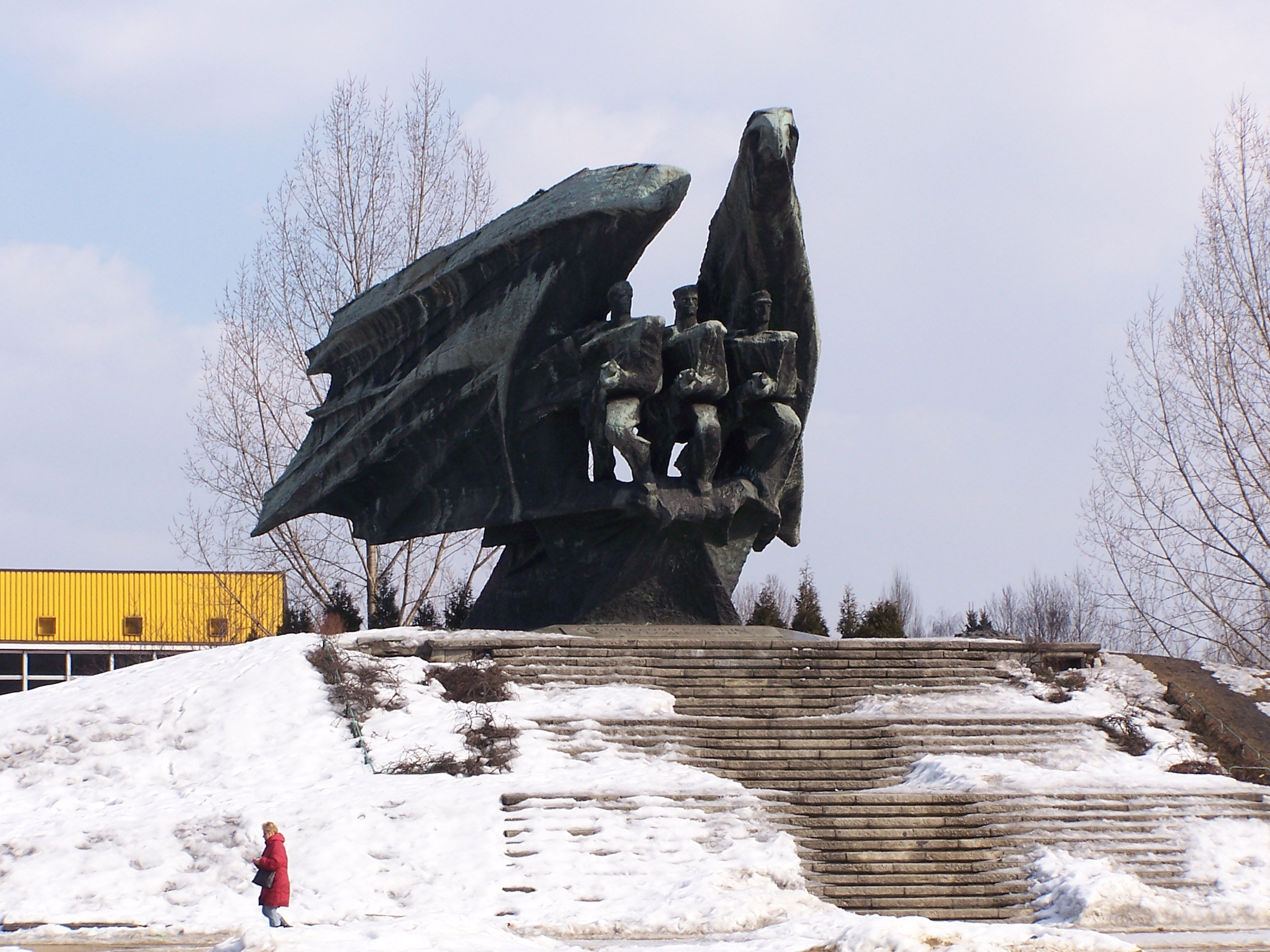
Widok w zimie (2006)
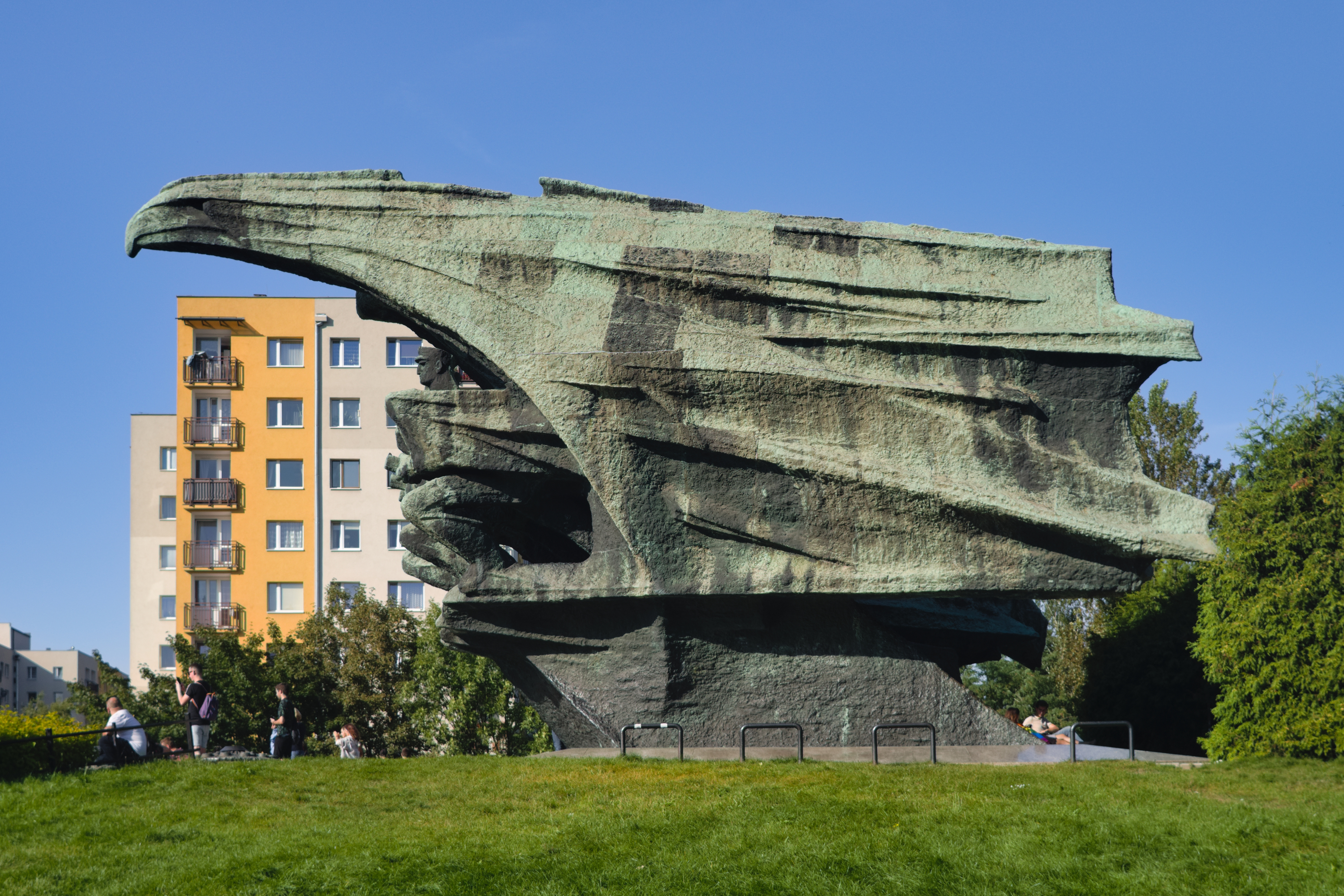
Widok z południa (2021)
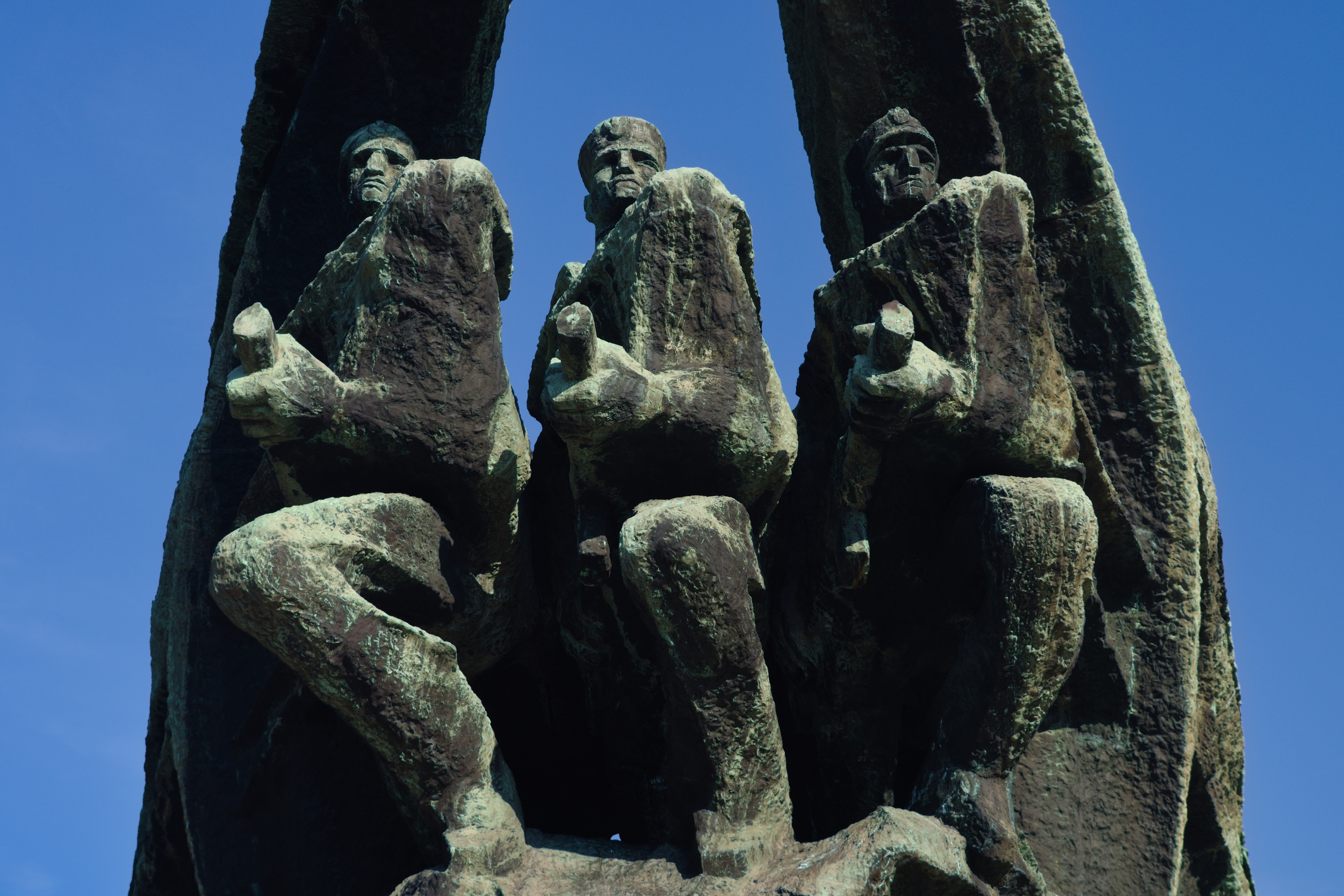
Centralna rzeźba żołnierzy (2021)
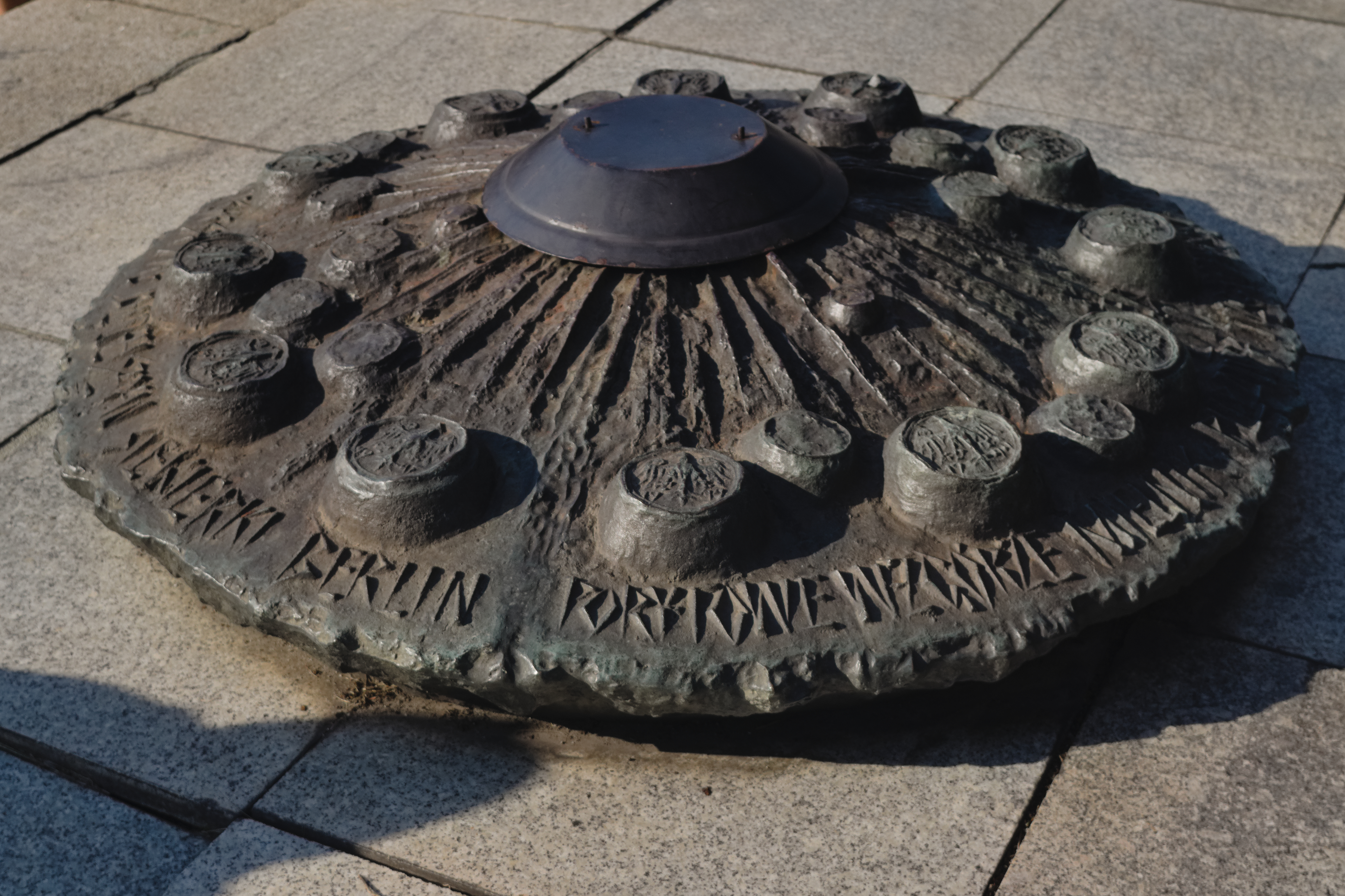
Rzeźba przed pomnikiem z miejscami pól bitewnych (2021)